# Pisissarfik

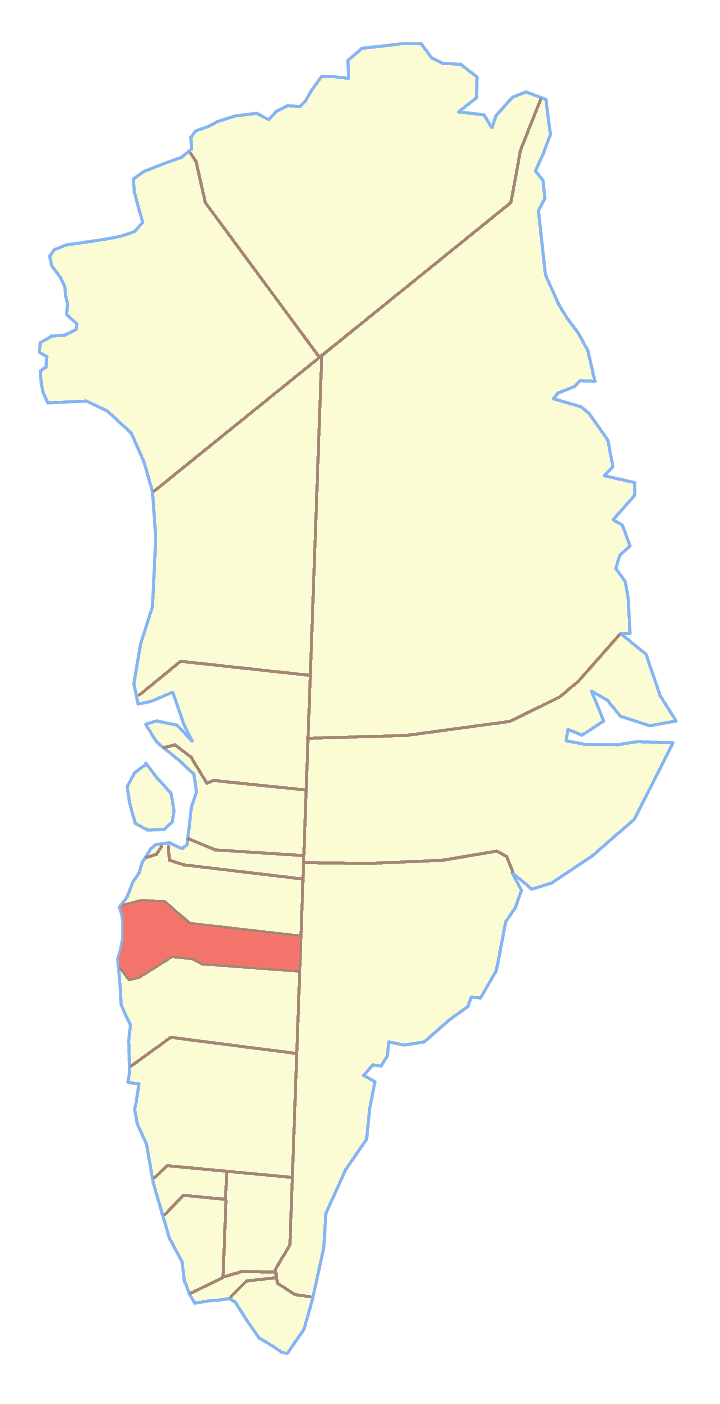
Ex comune di Sisimiut, dove si trovava il Pisissarfik

Il Pisissarfik (o Pisigsarfik) è una montagna della Groenlandia di 1050 m. Si trova a 67°07'N 52°59'O; appartiene al comune di Queqqata.